# Trichosalpinx triangulipetala
Trichosalpinx triangulipetala är en orkidéart som först beskrevs av Oakes Ames och Donovan Stewart Correll, och fick sitt nu gällande namn av Carlyle August Luer. Trichosalpinx triangulipetala ingår i släktet Trichosalpinx och familjen orkidéer.
Artens utbredningsområde är Guatemala. Inga underarter finns listade i Catalogue of Life.